# Comuna Fizeșu Gherlii, Cluj
Fizeșu Gherlii (în maghiară Ördöngösfüzes) este o comună în județul Cluj, Transilvania, România, formată din satele Bonț, Fizeșu Gherlii (reședința), Lunca Bonțului, Nicula și Săcălaia.

## Istoric
Pe teritoriul comunei a fost descoperit un depozit de bronzuri (sec. IX î.C.), ce cuprinde fragmente de căldărușe, cupe hemisferice, brățări, fibule, vârfuri de suliță etc.
Un amănunt interesant este faptul că înainte de 1877 a fost descoperită o seceră din bronz, unealtă care certifică vechimea ocupației de plugar în această așezare.
Satul este atestat documentar, prima dată, în anul 1230.

## Lăcașuri de cult
- Biserica Reformată-Calvină, monument din secolul al XVII-lea, cu tavan casetat (pictat în 1752).

## Obiective turistice
- Lacul Știucilor (rezervație naturală zoologică, 26 ha).

## Demografie
Componența etnică a comunei Fizeșu Gherlii
     Români (53,4%)
     Maghiari (19,67%)
     Romi (15,65%)
     Alte etnii (0%)
     Necunoscută (11,27%)
Componența confesională a comunei Fizeșu Gherlii
     Ortodocși (61,57%)
     Reformați (19,17%)
     Penticostali (4,52%)
     Greco-catolici (1,23%)
     Alte religii (1,96%)
     Necunoscută (11,55%)
Conform recensământului efectuat în 2021, populația comunei Fizeșu Gherlii se ridică la 2.191 de locuitori, în scădere față de recensământul anterior din 2011, când fuseseră înregistrați 2.564 de locuitori. Majoritatea locuitorilor sunt români (53,4%), cu minorități de maghiari (19,67%) și romi (15,65%), iar pentru 11,27% nu se cunoaște apartenența etnică. Din punct de vedere confesional, majoritatea locuitorilor sunt ortodocși (61,57%), cu minorități de reformați (19,17%), penticostali (4,52%) și greco-catolici (1,23%), iar pentru 11,55% nu se cunoaște apartenența confesională.

## Politică și administrație
Comuna Fizeșu Gherlii este administrată de un primar și un consiliu local compus din 11 consilieri. Primarul, Vasile-Ioan Lup[*], de la Partidul Național Liberal, este în funcție din 2016. Începând cu alegerile locale din 2024, consiliul local are următoarea componență pe partide politice:
|  | Partid                                 | Consilieri | Componența Consiliului | Componența Consiliului | Componența Consiliului | Componența Consiliului | Componența Consiliului |
|  | -------------------------------------- | ---------- | ---------------------- | ---------------------- | ---------------------- | ---------------------- | ---------------------- |
|  | Partidul Național Liberal              | 5          |                        |                        |                        |                        |                        |
|  | Uniunea Democrată Maghiară din România | 2          |                        |                        |                        |                        |                        |
|  | Partida Romilor „Pro Europa”           | 1          |                        |                        |                        |                        |                        |
|  | Alianța pentru Unirea Românilor        | 1          |                        |                        |                        |                        |                        |
|  | Partidul Social Democrat               | 1          |                        |                        |                        |                        |                        |
|  | Uniunea Salvați România                | 1          |                        |                        |                        |                        |                        |

### Evoluție istorică
De-a lungul timpului populația comunei a evoluat astfel:
Fizeșu Gherlii - evoluția demografică

|  | Graficele sunt indisponibile din cauza unor probleme tehnice. Mai multe informații se găsesc la Phabricator și la wiki-ul MediaWiki. |

Date: Recensăminte sau birourile de statistică - grafică realizată de Wikipedia

## Imagini

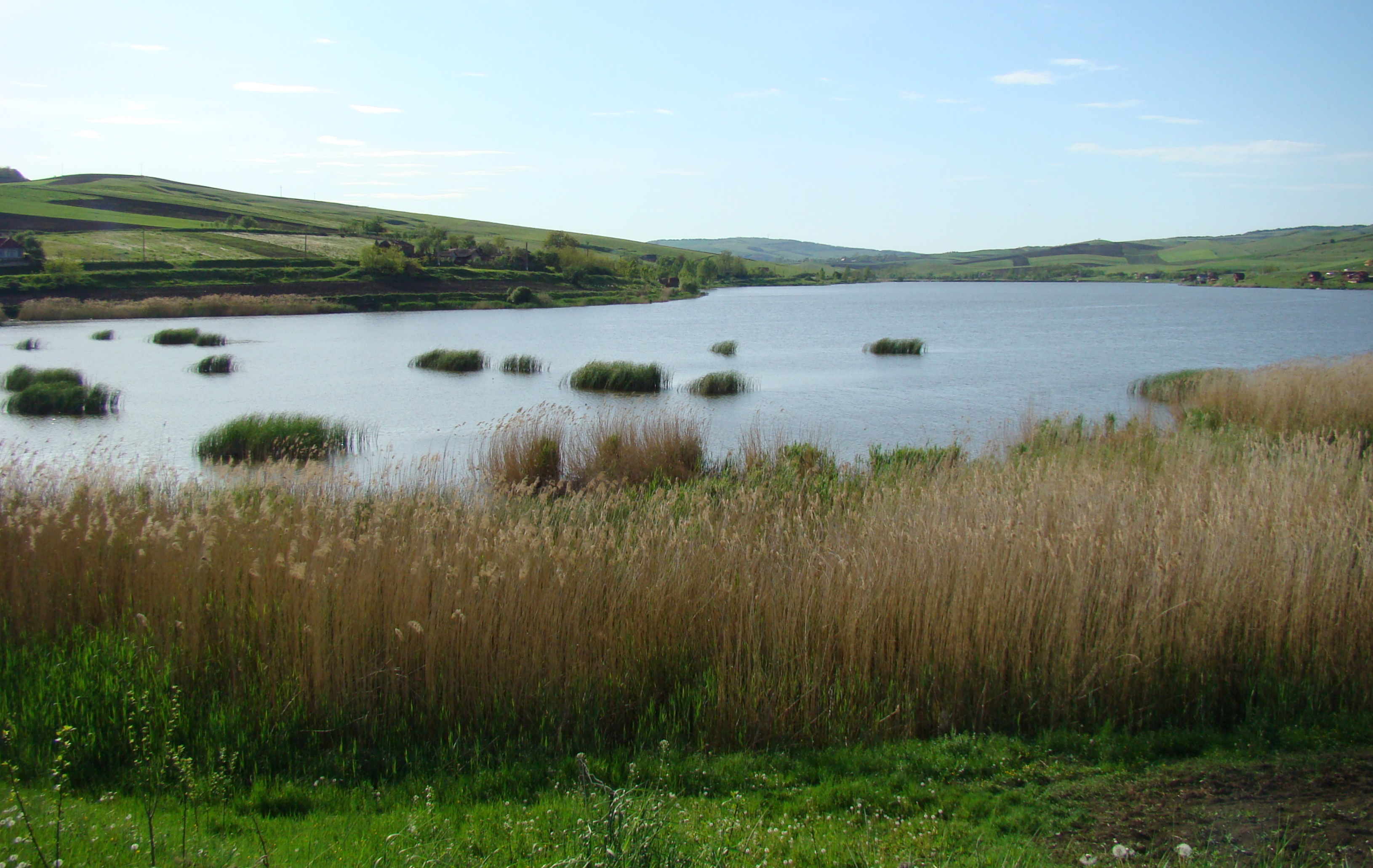
Bazinul Fizeșului
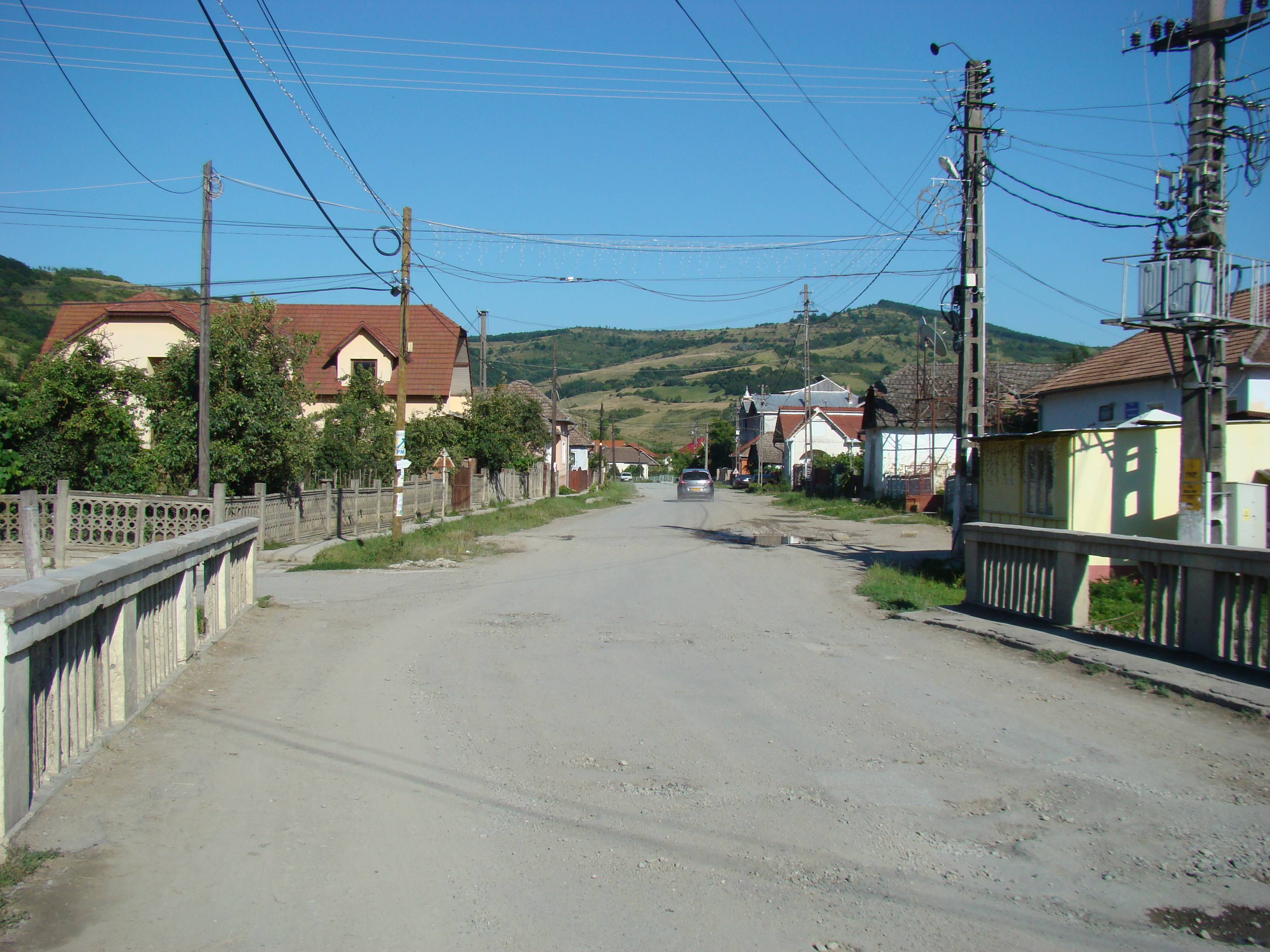
Fizeșu Gherlii
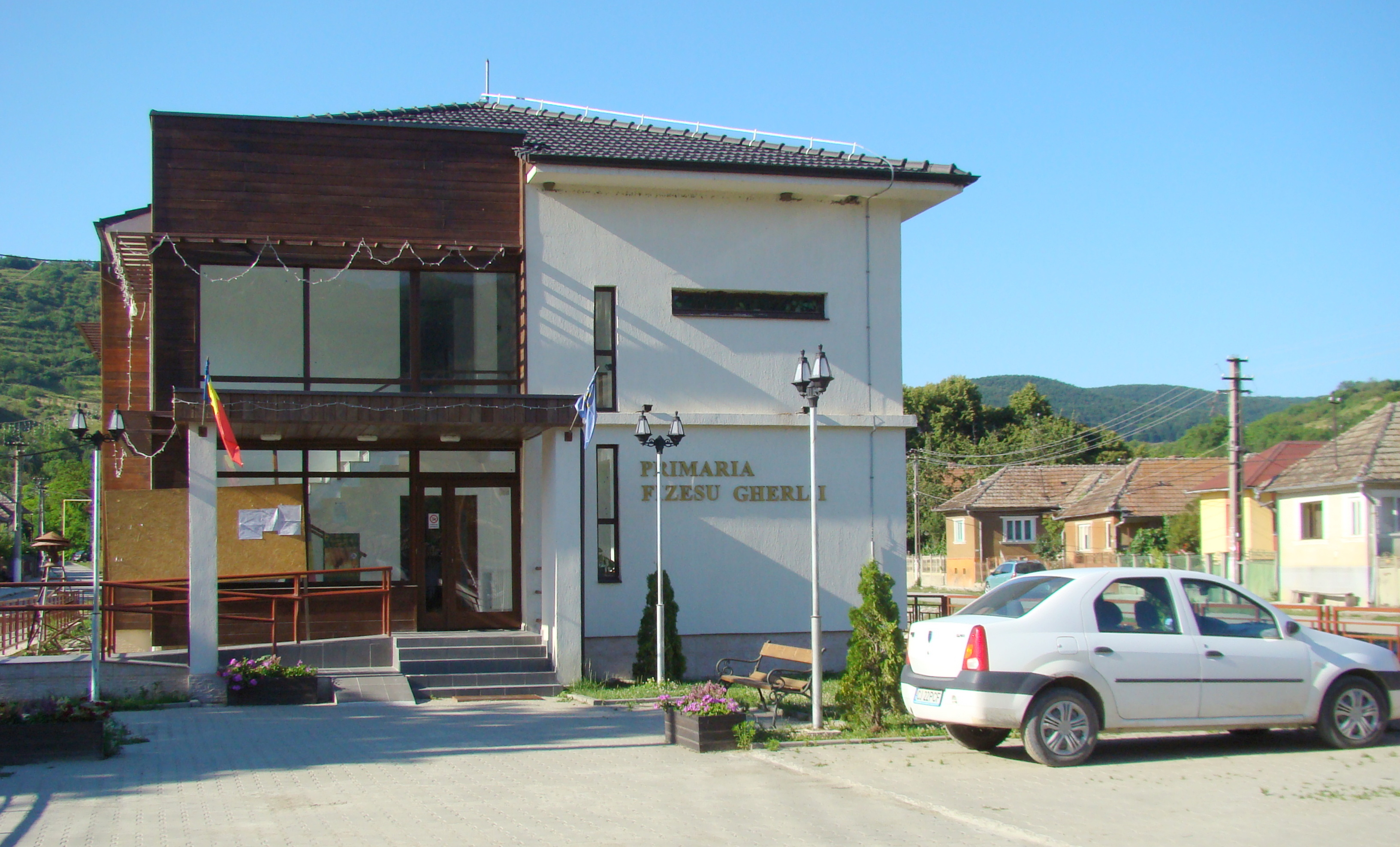
Primăria comunei Fizeșu Gherlii
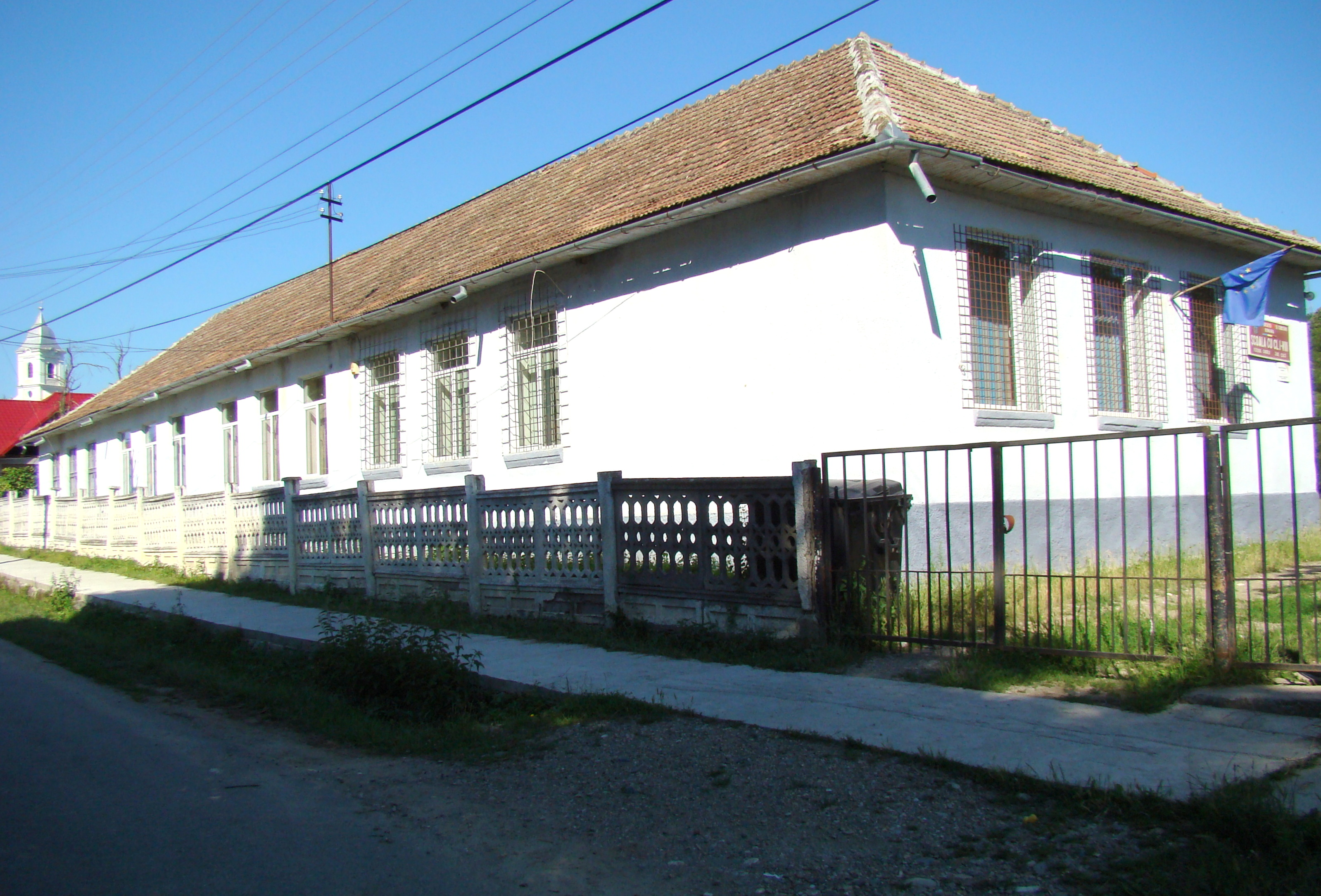
Școala
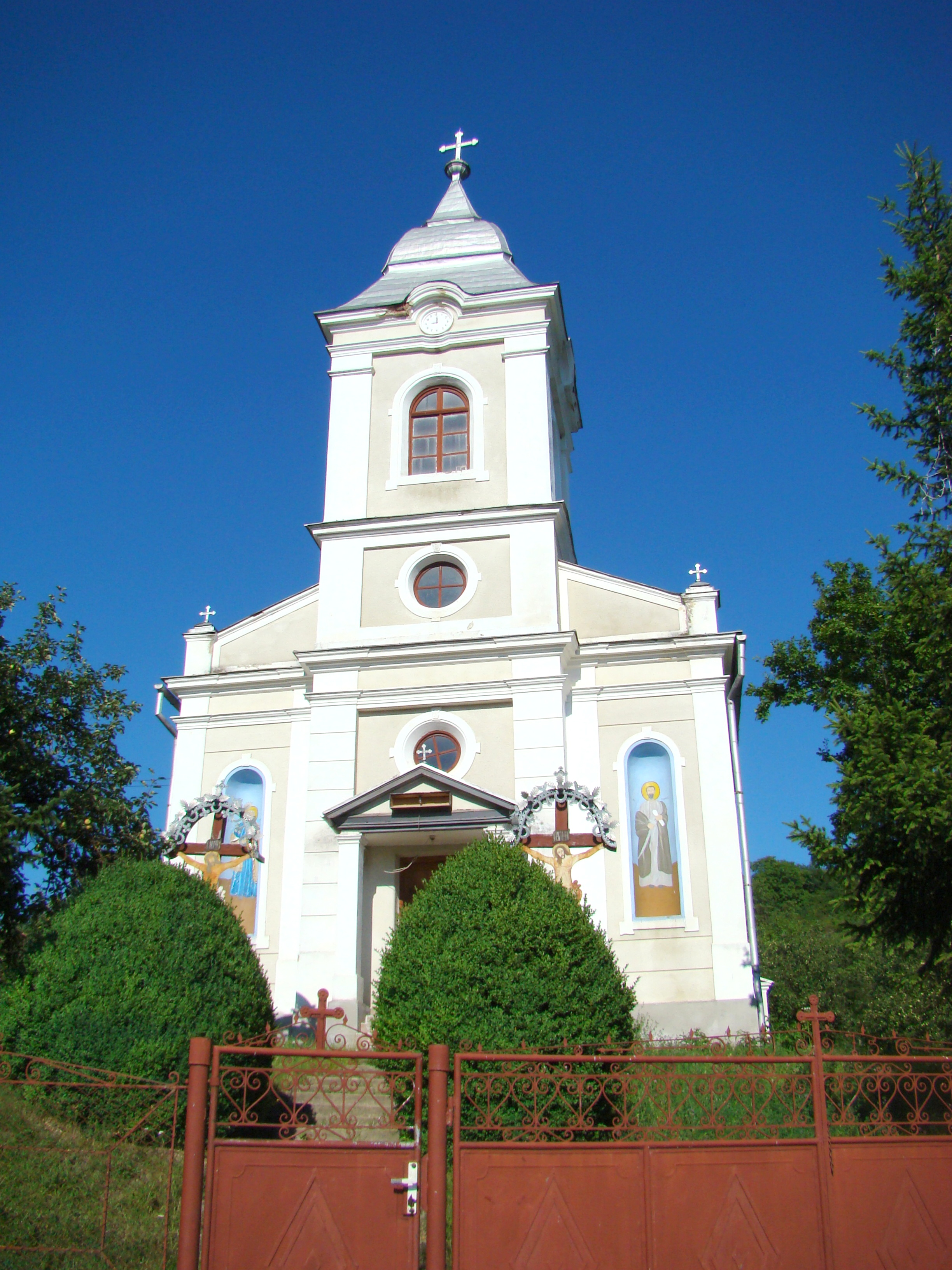
Biserica greco-catolică (din 1948 folosită de comunitatea ortodoxă)
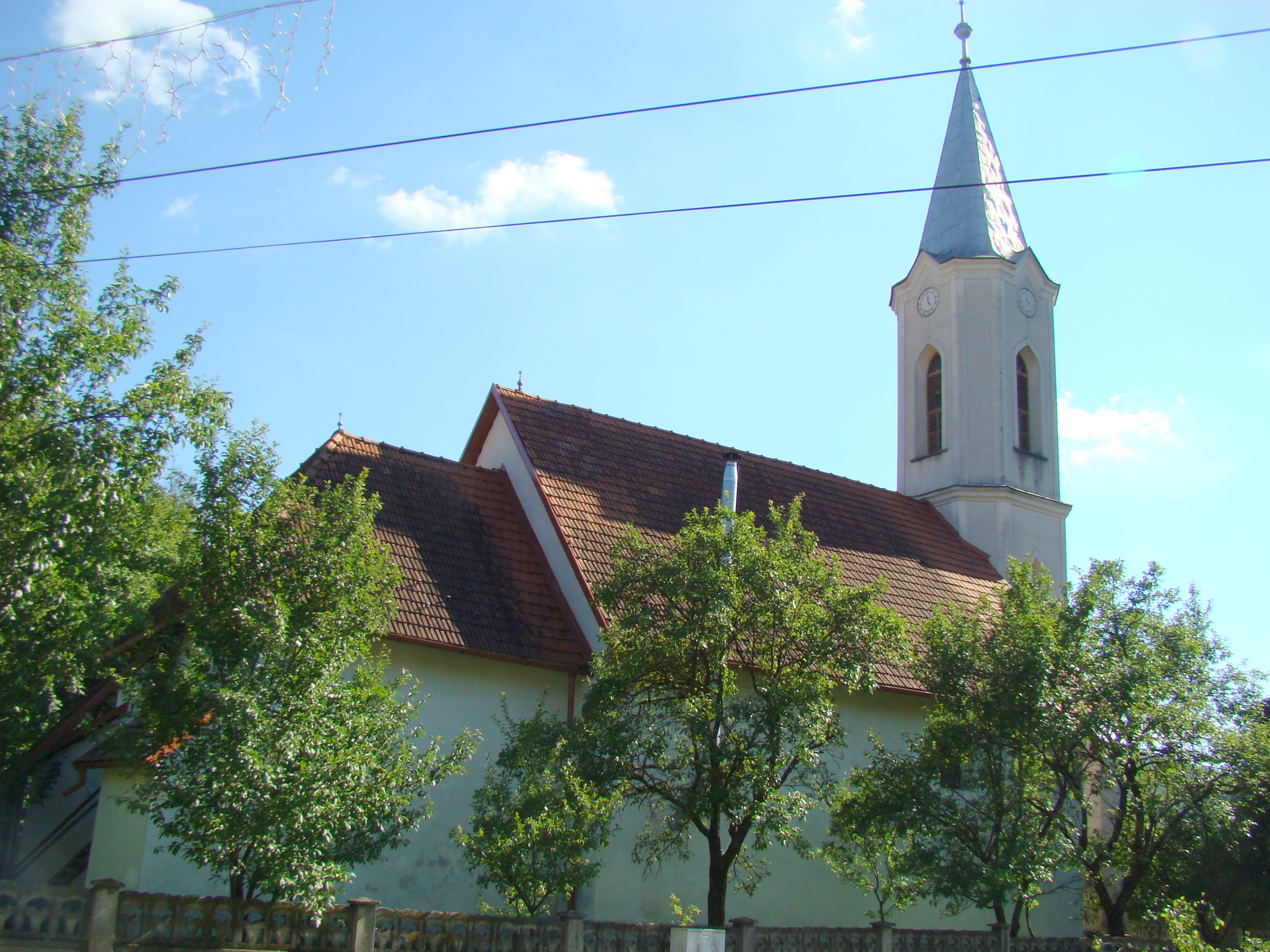
Biserica reformată din Fizeșu Gherlii (monument istoric)
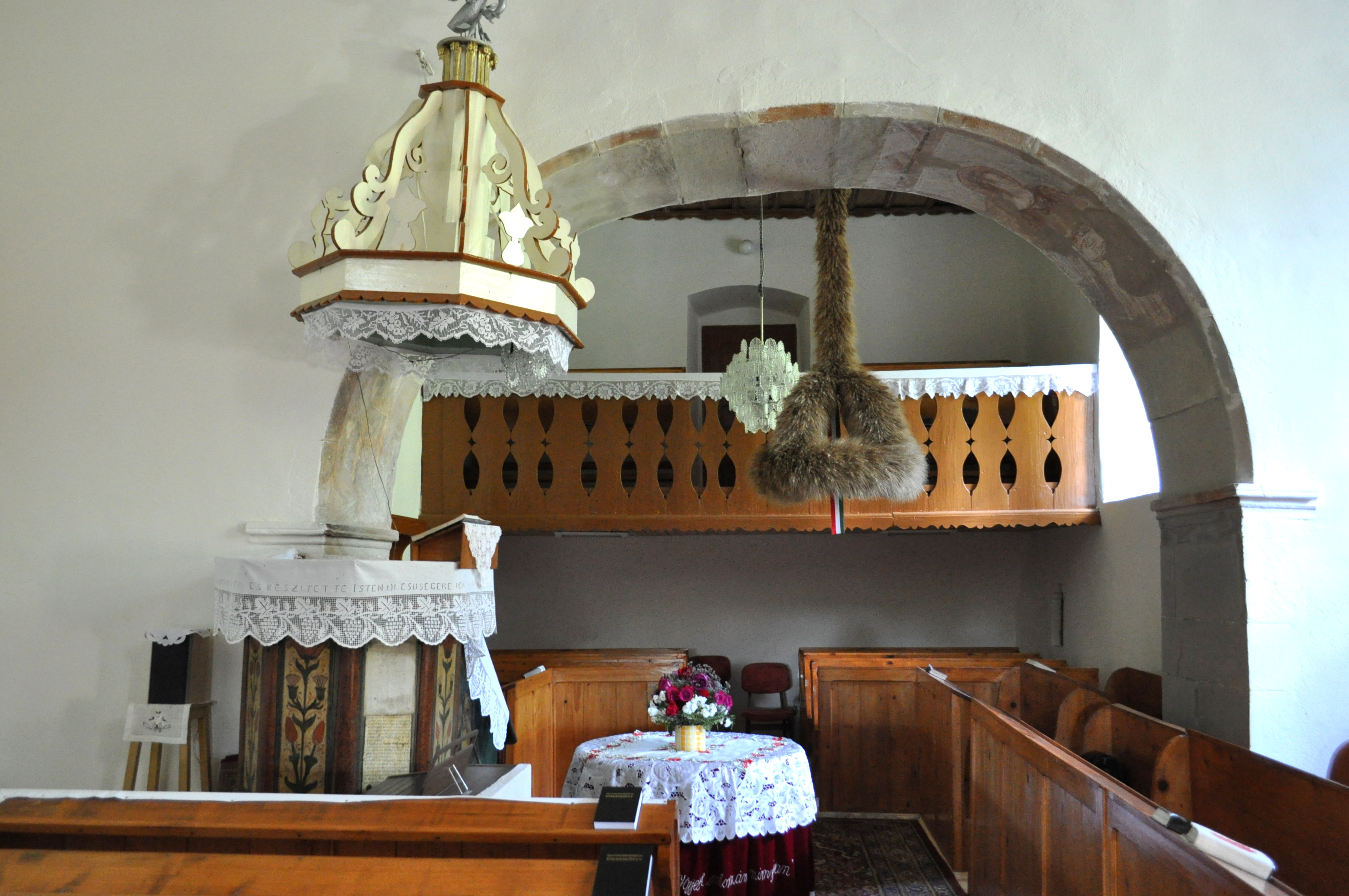
Biserica reformată din Fizeșu Gherlii (monument istoric)
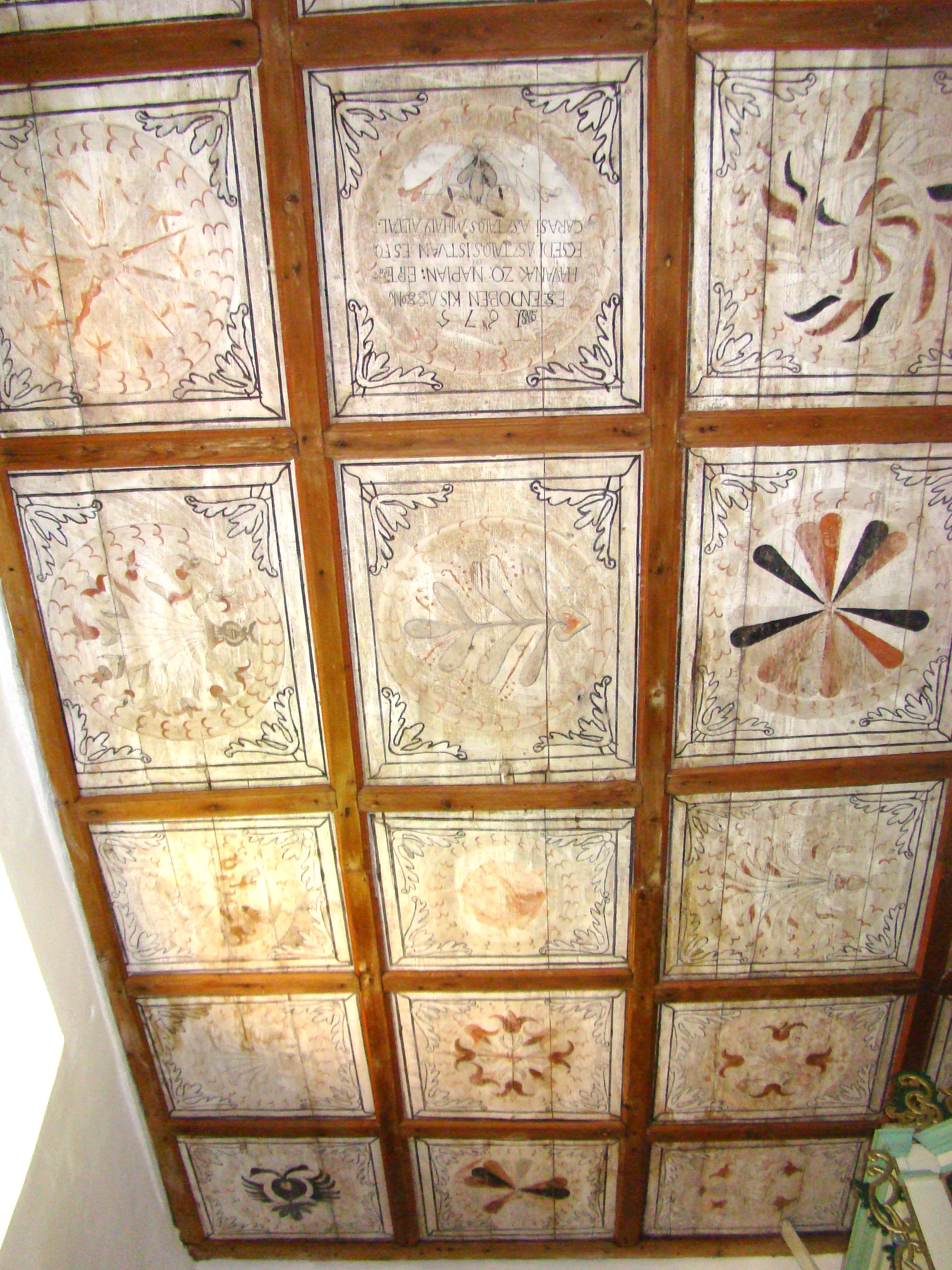
Tavanul casetat al navei bisericii reformate (1675)
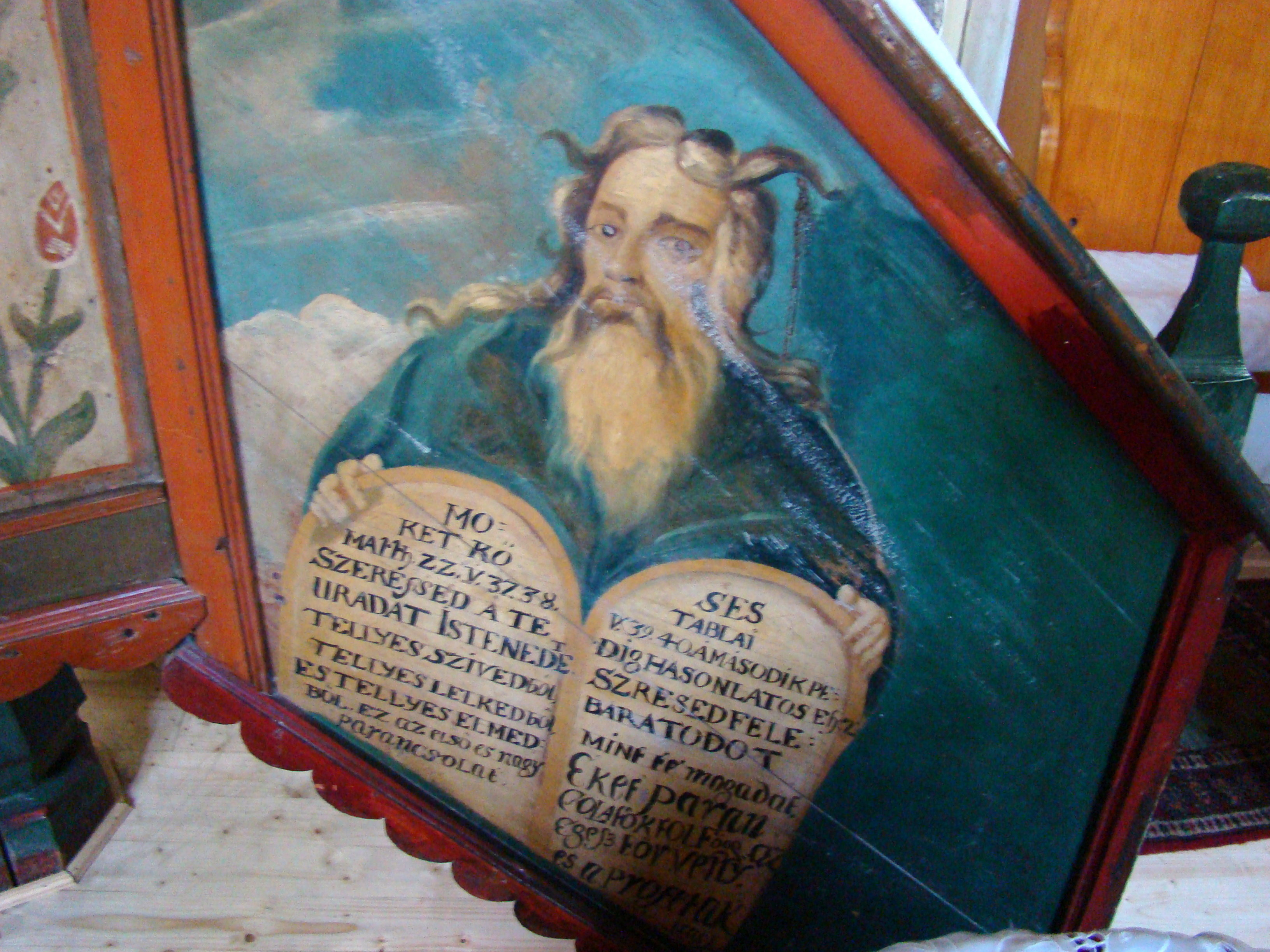
Amvonul pictat din 1719 (figura lui Moise pictată pe parapetul scării)
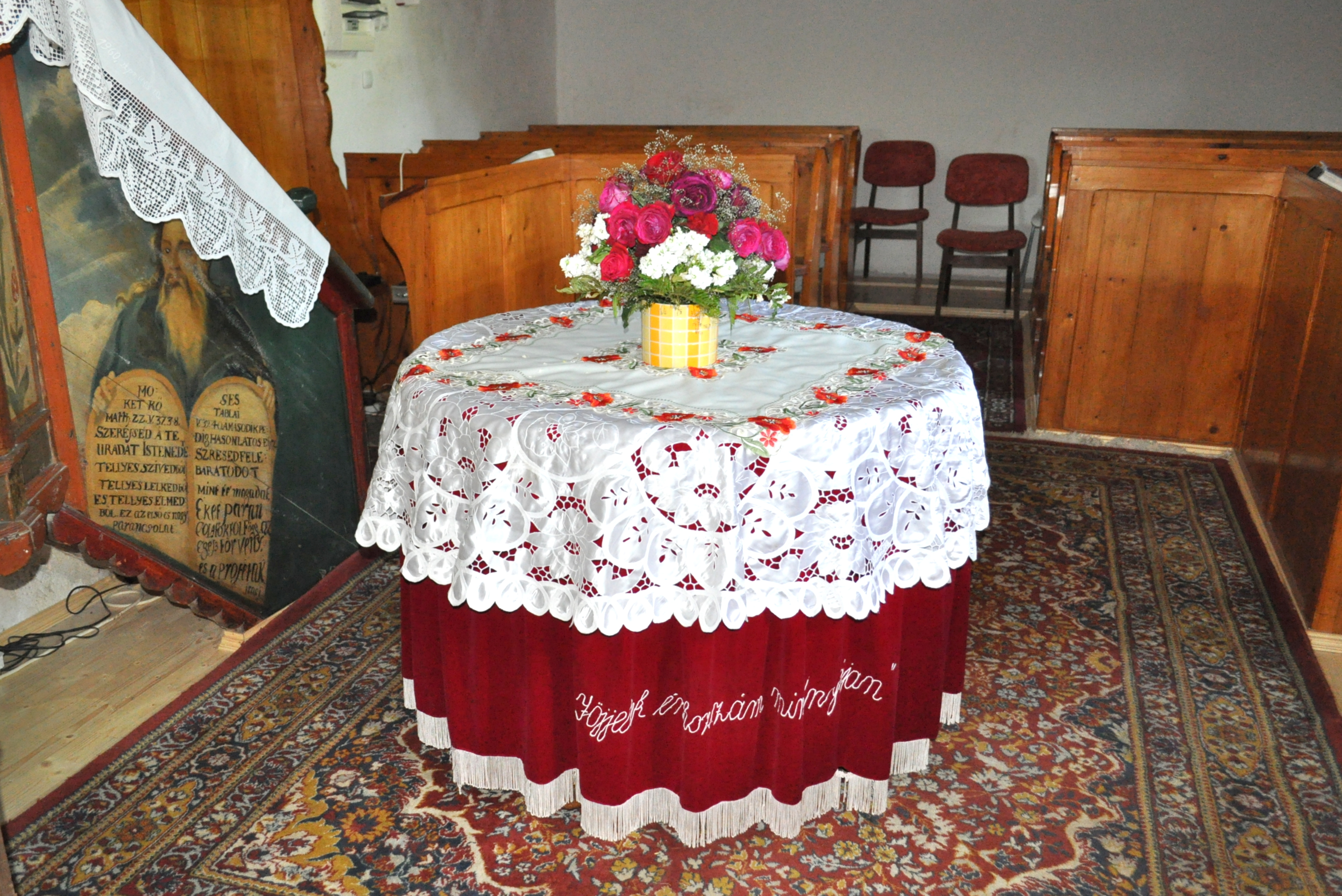
Masa Domnului din 1712
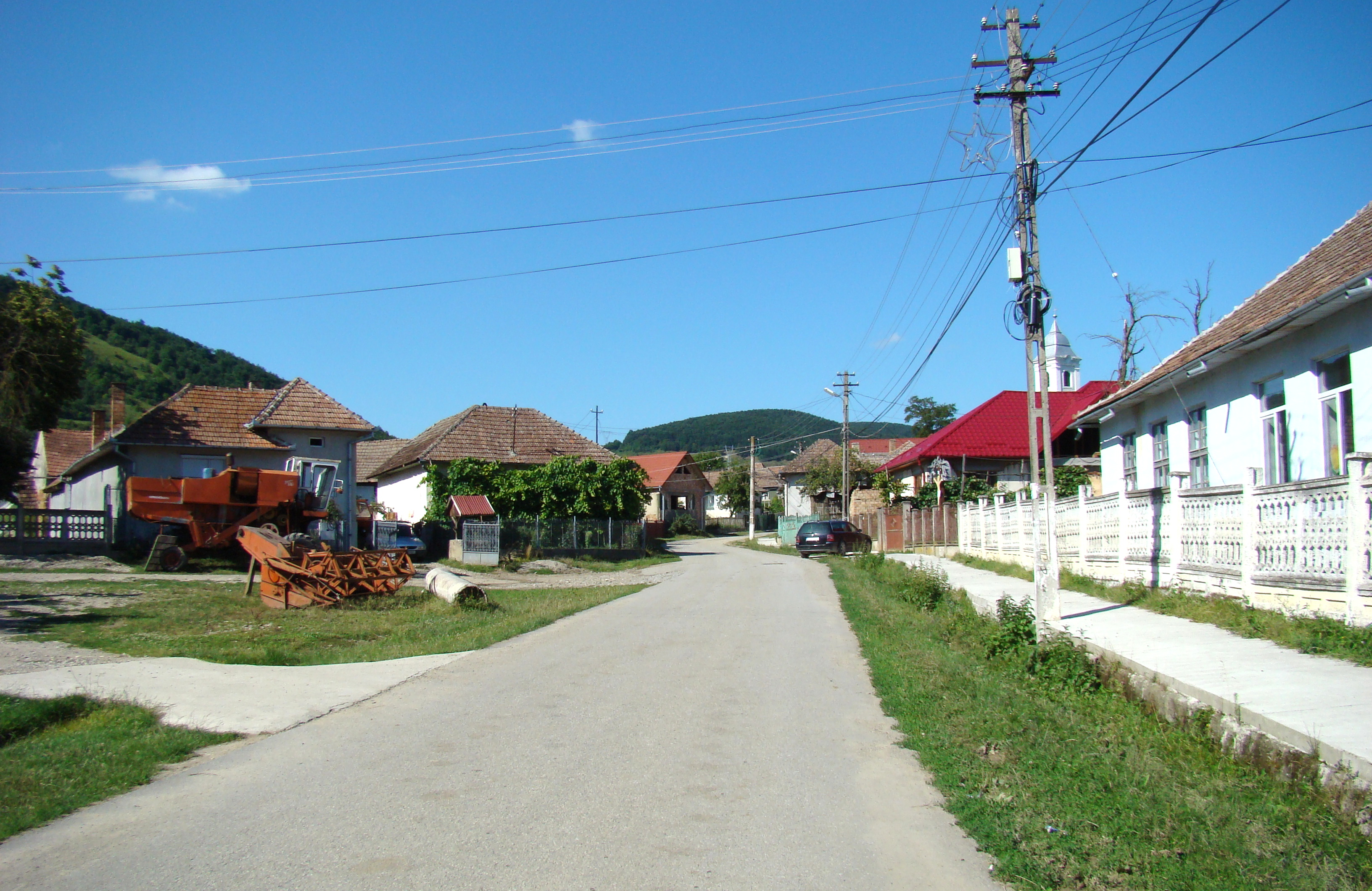
Fizeșu Gherlii
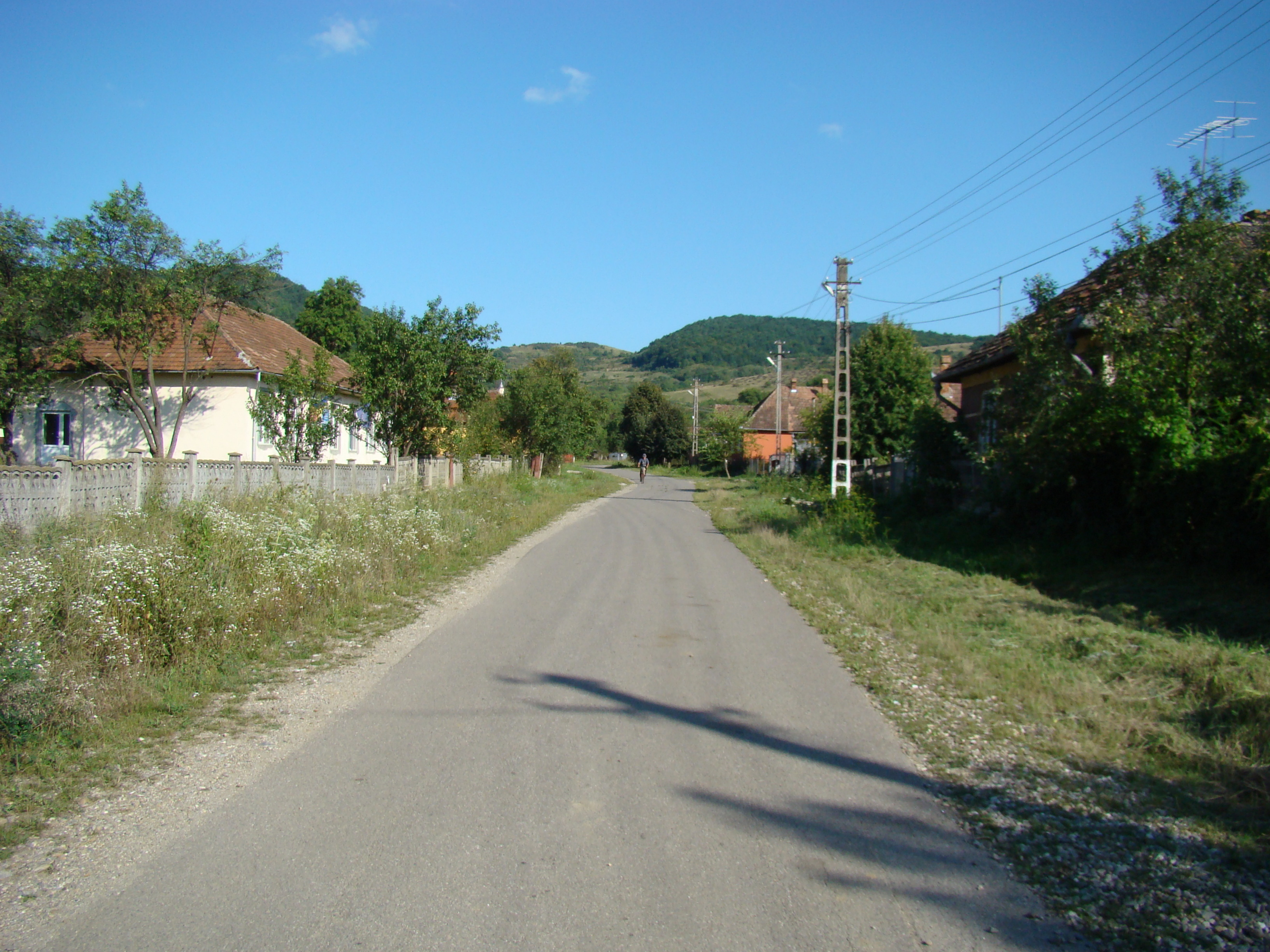
Săcălaia
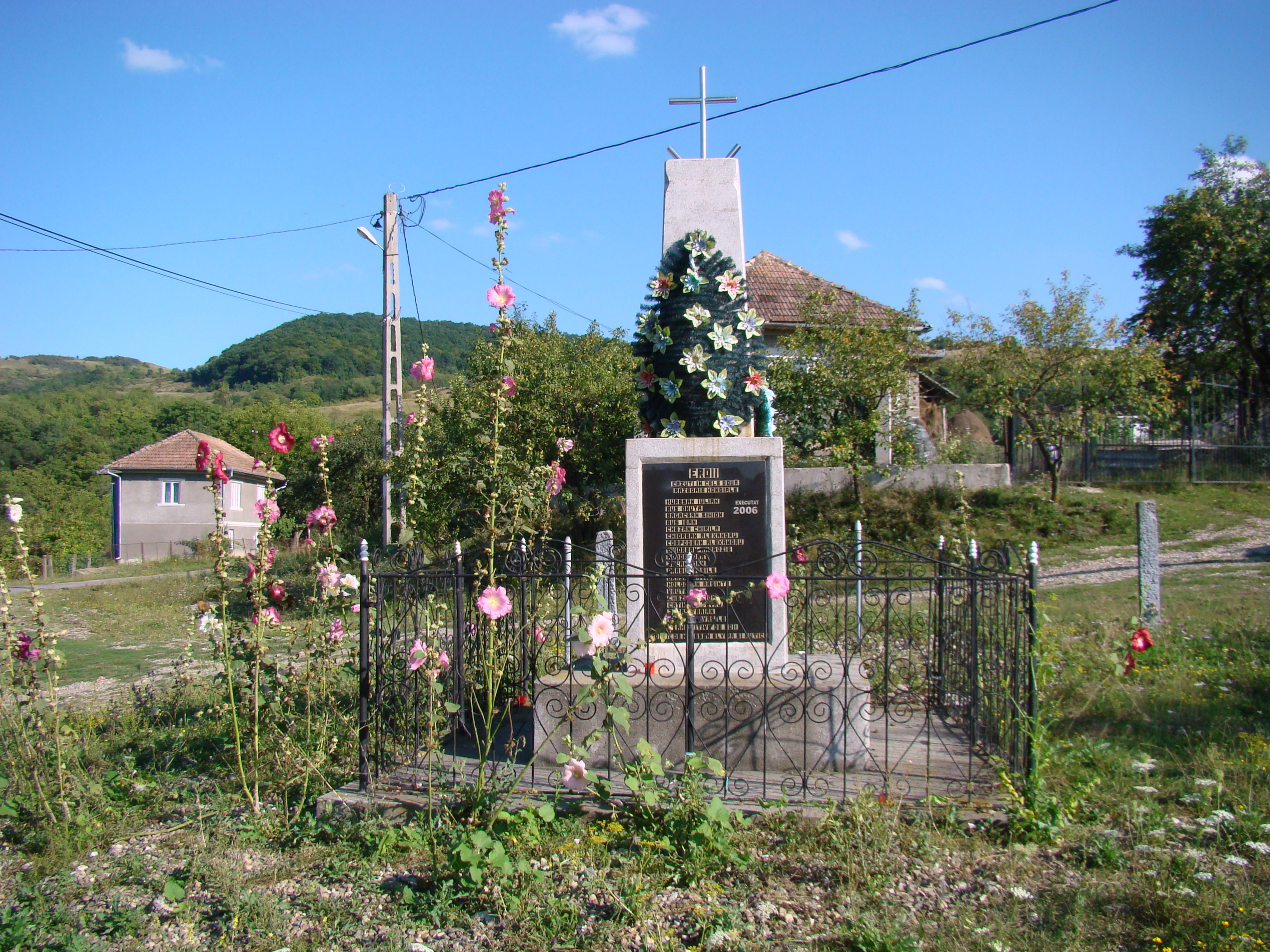
Monumentul Eroilor din Săcălaia
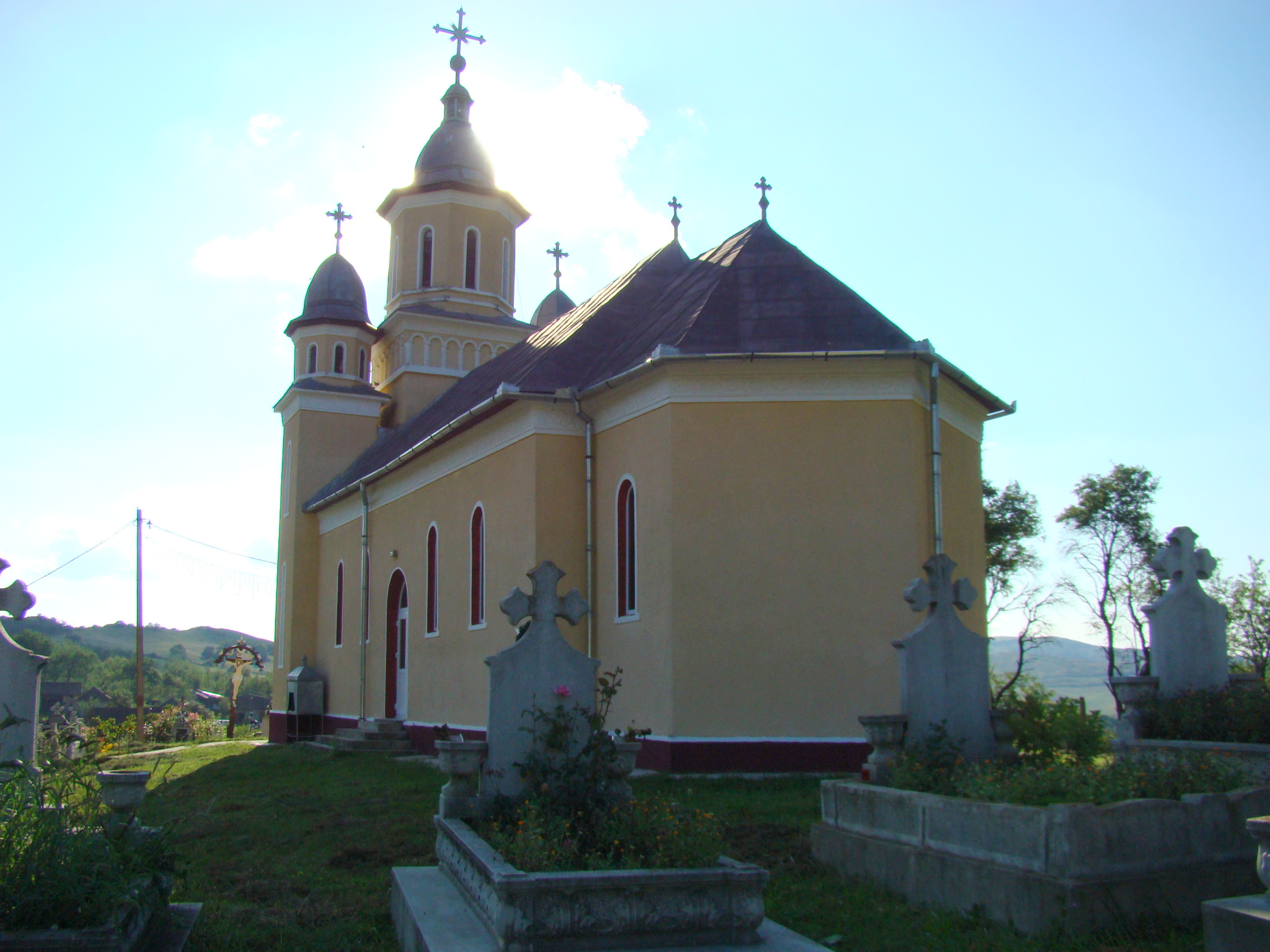
Biserica Sfânta Treime din Săcălaia
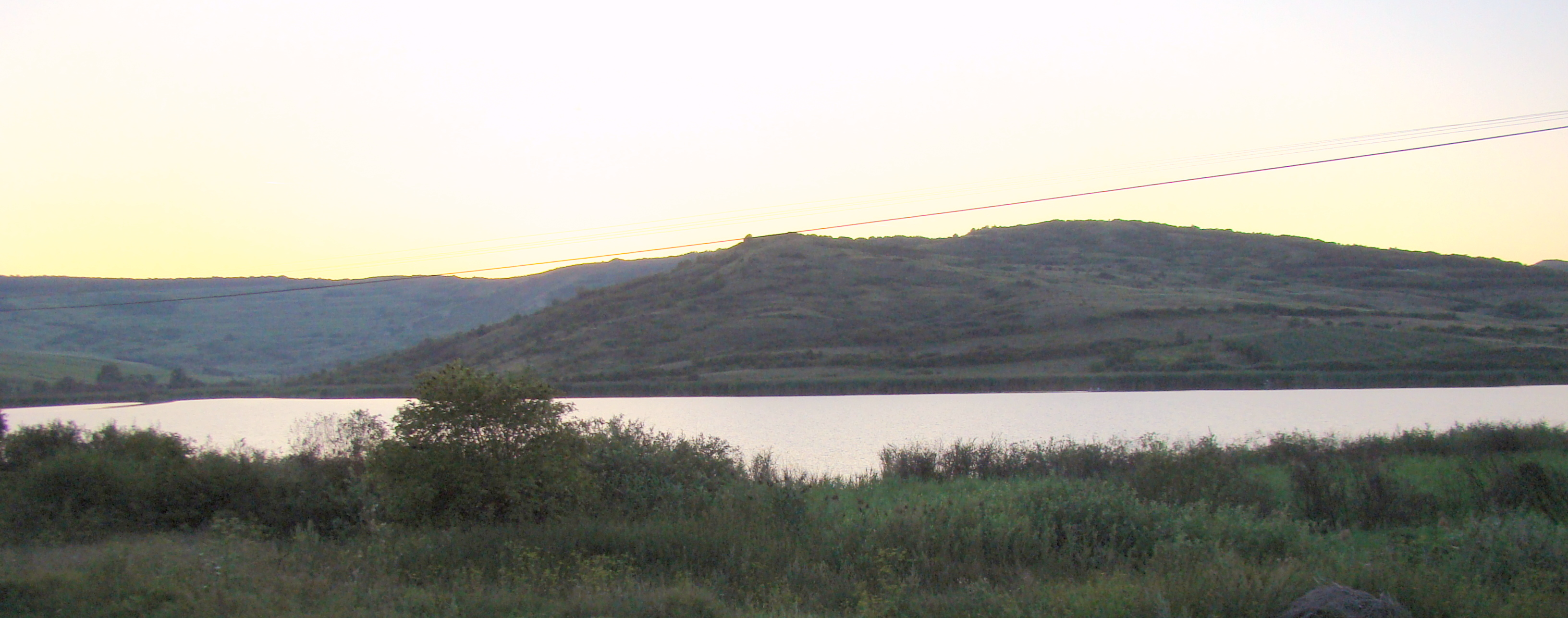
Lacul Știucilor
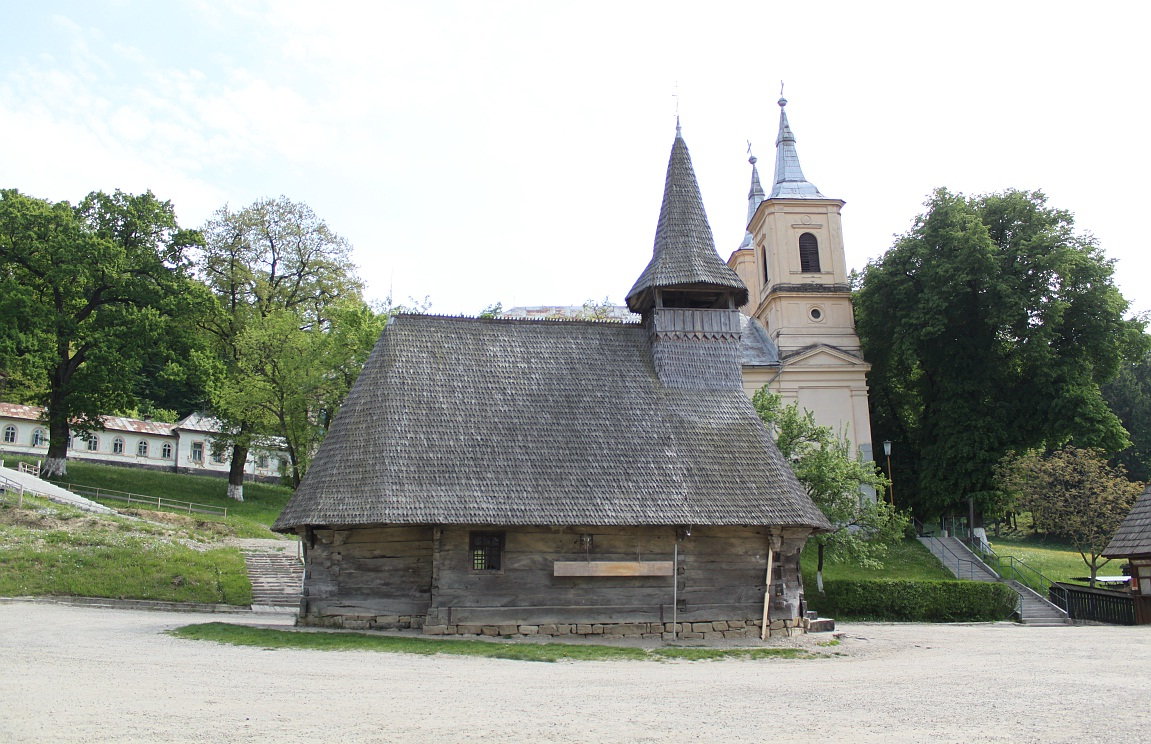
Mănăstirea Nicula